# Transbaikal-Blindmull
Der Transbaikal-Blindmull (Myospalax psilurus) ist ein Vertreter aus der Familie der Spalacidae. Die Tiere sind zwischen 15–27 Zentimeter groß, die Länge des Schwanzes beträgt 3–7 Zentimeter.

## Beschreibung
Die Tiere haben ein braunes, kurzes Fell. An den Vorder- und Hintergliedmaßen haben sie lange, scharfe Krallen, welche den Tieren zum Graben dienen. Die Stirn ist sehr kurz. Unterhalb der Nase befinden sich lange Tasthaare. Auffällig sind die zwei weißen Stellen unterhalb der Nase und des Mauls. Der kurze, kaum behaarte Schwanz ist weiß. Die Augen sind sehr klein und äußere Ohrmuscheln fehlen völlig.

## Verbreitung und Lebensraum
Diese Art kommt in der Region Transbaikalien, Region Chabarowsk, im Oblast Amur, in der östlichen Mongolei, den chinesischen Provinzen Szetschuan, Shaanxi und weiter bis Hebei vor. Sie bewohnt, die dortige Steppenlandschaft.

## Lebensweise und Fortpflanzung
Diese Tiere bewohnen lange, selbst gegrabene unterirdische Tunnelbauten. Sie ernähren sich von Wurzeln, Knollen und anderen Pflanzenteilen. In selten Ausnahmefällen verlassenen sie ihre Bauten, um der Gefahr von Greifvögeln wie Eulen erbeutet zu werden, zu vermeiden. Für den Winter legen sie sich Vorräte in ihren Bauen an. Die Fortpflanzung findet im Frühjahr statt. Pro Wurf bringt das Weibchen bis zu 6 Junge zur Welt.

## Gefährdung und Schutzmaßnahmen
Obwohl einzelne Unterarten gefährdet sind, ist die Art an sich noch relativ weit verbreitet und wird daher von der IUCN als (Least concern) ungefährdet eingestuft.